# Guerras da ciência
Em filosofia da ciência, as guerras da ciência referem-se a uma série de discussões públicas e acadêmicas, ocorridas basicamente nos anos 1990,  envolvendo, de um lado, os defensores do realismo científico e, de outro, os pós-modernistas, acerca da natureza do método científico e do lugar social da ciência, sua autoridade e legitimidade, para fazer asserções autoritativas sobre o mundo. As guerras da ciências tiveram lugar principalmente  nos Estados Unidos, tanto em veículos da imprensa acadêmica como da imprensa leiga. 
Realistas científicos, como Norman Levitt, Paul R. Gross, Jean Bricmont e Alan Sokal acusaram diversos escritores, ditos "pós-modernistas", de rejeitarem  o método científico em geral e a neutralidade científica, em particular. Os realistas criticavam as abordagens de disciplinas tais como  estudos culturais,  antropologia cultural, estudos sobre a mulher,  literatura comparada, sociologia da mídia e estudos de ciência, tecnologia e sociedade.
Enquanto os realistas defendiam que o conhecimento científico se refere a uma realidade objetiva, que é independente dos observadores, os pós-modernistas sustentavam que a realidade não existe independentemente dos observadores. "Um lado da controvérsia está preocupado em defender a autoridade da ciência, como sendo enraizada na evidência objetiva e em procedimentos racionais. O outro lado argumenta que é legítimo e proveitoso estudar as ciências como instituições e redes sociotécnicas cujo desenvolvimento é influenciado pela linguística, pela economia, política e outros fatores que envolvem procedimentos formalmente racionais e fatos estabelecidos isoladamente." 
Embora muito da teoria associada ao pós-modernismo não tenha incidido em quaisquer intervenções nas ciências naturais, os realistas científicos miraram na sua influência em termos gerais, associando grande parte da academia à rejeição da objetividade e do realismo, por influência de filósofos pós-estruturalistas, a exemplo de Jacques Derrida, Gilles Deleuze, Jean-François Lyotard, dentre outros, ao mesmo passo em que declararam as ideias desses autores incompreensíveis ou sem sentido. Uma vasta gama de campos do saber foi considerada inclusa dessa tendência, tais como estudos culturais, estudos feministas, a literatura comparada, os estudos de mídia e, em especial, os estudos sociais de ciência, tecnologia e sociedade, que aplicam tais metodologias ao campo das "ciências duras".
O físico David Mermin entende que as guerras da ciências como uma série de intercâmbios entre cientistas e "sociólogos, historiadores e críticos literários" que os cientistas "achavam ser ridiculamente ignorantes sobre a ciência, fazendo todo tipo de declarações sem sentido. O outro lado assumiu essas acusações como ingênuas, desinformadas e interesseiras". O sociólogo Harry Collins escreveu que as guerras da ciências começaram "no início dos anos 1990, com ataques de cientistas naturais ou ex-cientistas naturais que assumiram o papel de porta-vozes da ciência. O alvo dos ataques foram as análises da ciência oriundas dos estudos literários e das ciências sociais".